# Municipio de Monroe (condado de Newaygo)
El municipio de Monroe (en inglés: Monroe Township) es un municipio ubicado en el condado de Newaygo en el estado estadounidense de Míchigan. En el año 2010 tenía una población de 320 habitantes y una densidad poblacional de 3,44 personas por km².

## Geografía
El municipio de Monroe se encuentra ubicado en las coordenadas 43°41′27″N 85°43′53″O / 43.69083, -85.73139. Según la Oficina del Censo de los Estados Unidos, el municipio tiene una superficie total de 93.04 km², de la cual 85,05 km² corresponden a tierra firme y (8,59 %) 7,99 km² es agua.

## Demografía
Según el censo de 2010, había 320 personas residiendo en el municipio de Monroe. La densidad de población era de 3,44 hab./km². De los 320 habitantes, el municipio de Monroe estaba compuesto por el 94,06 % blancos, el 3,75 % eran afroamericanos, el 0,94 % eran amerindios, el 0,31 % eran de otras razas y el 0,94 % eran de una mezcla de razas. Del total de la población el 2,19 % eran hispanos o latinos de cualquier raza.